# Emmy Werner (Psychologin)
Emmy Werner (auch Emmy Elisabeth Werner-Jacobsen; * 26. Mai 1929 in Eltville am Rhein; † 12. Oktober 2017) war eine US-amerikanische Entwicklungspsychologin. Sie erhielt ihren Ph.D. von der University of Nebraska und war Professorin im Department of Human and Community Development der UC Davis.

## Wissenschaftliches Wirken
Internationale Bekanntheit erlangte Werner für ihre Längsschnittstudie an 698 Kindern auf der Hawaii-Insel Kauai. Die 1977 veröffentlichte Studie zeigte, dass sich Kinder, die biologischen/medizinischen und sozialen Risikofaktoren (wie zum Beispiel Komplikationen bei der Geburt oder Armut) ausgesetzt sind, im Durchschnitt negativer entwickeln als Kinder, die keinen solchen Risikofaktoren ausgesetzt sind. Sie sind zum Beispiel häufiger delinquent, psychisch und körperlich weniger gesund und später beruflich weniger erfolgreich. Das meistbeachtete Ergebnis von Werners Studie jedoch war, dass es auch Kinder gab, die sich trotz zahlreicher Risikofaktoren positiv entwickeln. Das traf auf ungefähr ein Drittel dieser Kinder zu. Diese Kinder sind sehr resilient.

## Veröffentlichungen
- 1977: The Children of Kauai. A longitudinal study from the prenatal period to age ten. University of Hawai'i Press, ISBN 0-8248-0475-9.
- 1982: Vulnerable but Invincible. A longitudinal study of resilient children and youth. Gemeinsam mit R.S. Smith. McGraw Hill, New York
- 1989: Vulnerable, but Invincible Adams, Bannister and Cox, New York, NY
- 1992: Overcoming the Odds. High risk children from birth to adulthood. Gemeinsam mit R.S. Smith. Cornell University Press, Ithaca/London
- 1995: Pioneer Children on the Journey West. Westview Press, Boulder, CO
- 1998: Reluctant witnesses. Children's voices from the civil war. Westview Press, Boulder, CO
- 1999: Through the Eyes of Innocents. Children witness World War II. Westview Press, Boulder, CO
  - Deutsche Ausgabe: Unschuldige Zeugen. Der Zweite Weltkrieg in den Augen von Kindern. Europa Verlag, Hamburg 2001, ISBN 3-203-84027-8.
- 2001: Journeys from Childhood to Midlife. Risk resilience and recovery. Gemeinsam mit R.S. Smith. Cornell University Press, Ithaca/London
- 2002: A Conspiracy of Decency. The rescue of the Danish Jews in World War II. Westview Press, Boulder, CO
- 2005: What can we learn about resilience from large-scale longitudinal studies? In: S. Goldstein, R. Books (Hrsg.): Handbook of resilience in children. Kluwer Academic, New York
- 2006: In Pursuit of Liberty. Coming of Age in the American Revolution.  Praeger, Westport, CT